# Lila McCann
Lila Elaine McCann (* 4. Dezember 1981 in Steilacoom, Washington) ist eine US-amerikanische Country-Sängerin.

## Karriere
Bestärkt durch den großen Erfolg der gerade einmal 13-jährigen Country-Sängerin LeAnn Rimes im Jahr 1996, versuchten mehrere Plattenfirmen in Nashville, dem Mekka der Country-Musik, ihrerseits eine sehr junge Sängerin mit „reifer Stimme“ zum Superstar aufzubauen. Asylum/Warner entschied sich für Lila McCann, die bereits als Vierjährige mit dem Singen begonnen hatte. Mit neun hatte sie ihren ersten Manager. 
1997, McCann war gerade 15, erschien ihr Debütalbum Lila, das in den USA mit Platin für eine Million verkaufter Einheiten ausgezeichnet wurde. Die erste Single Down Came a Blackbird erreichte die Top 30 der Country-Charts. Der große Durchbruch gelang ihr aber vor allen Dingen mit der zweiten Single I Wanna Fall in Love, die Ende 1997 veröffentlicht wurde und Platz drei der Country-Charts erreichte. 1998 sang McCann die Ballade To Get Me to You für den Soundtrack zum Liebesfilm Eine zweite Chance.
Anfang 1999 gelang McCann mit With You aus ihrem zweiten, vergoldeten Album ein weiterer Top-10-Erfolg und auf Platz 41 ihr einziger Hit in den Pop-Charts der USA. Weitere Singles konnten sich noch bis 2008 in den Country-Charts platzieren, jedoch nicht mehr in den Top 40. Ihr Vertrag mit Asylum/Warner endete nach ihrem dritten, weniger erfolgreichen Album Complete. Danach versuchte sie vergebens auf dem Indie-Label Broken Bow an die vorherigen Erfolge anzuknüpfen.
Nachdem ihre vielversprechend begonnene Karriere nicht mehr richtig in Fahrt gekommen war, zog sich McCann in ihr Privatleben zurück, trat aber gelegentlich noch auf. 2005 heiratete sie den Studio-Bassisten Mike Wolofsky, mit dem sie auch zwei Kinder hat. Darüber hinaus baute sie sich eine weitere Existenz als Familien- und Lifestyle-Fotografin auf. 2017 meldete sich McCann musikalisch mit der EP Paint This Town zurück.
Im Juni 2019 veröffentlichte McCann auf ihren Social-Media-Kanälen ein Bild von ihrer Hochzeit mit einer Frau und gab in einer Pressemitteilung ihr lesbisches Coming-out bekannt.

## Diskografie

### Studioalben
| Jahr | Titel                | Höchstplatzierung, Gesamtwochen, AuszeichnungChartplatzierungen (Jahr, Titel, Platzierungen, Wochen, Auszeichnungen, Anmerkungen) | Höchstplatzierung, Gesamtwochen, AuszeichnungChartplatzierungen (Jahr, Titel, Platzierungen, Wochen, Auszeichnungen, Anmerkungen) | Anmerkungen |
| Jahr | Titel                | US | Country | Anmerkungen |
| ---- | -------------------- | --- | --- | ----------- |
| 1997 | Lila                 | US86 Platin · (43 Wo.)US | Country8 (89 Wo.)Country | Asylum      |
| 1999 | Something in the Air | US85 Gold · (18 Wo.)US | Country5 (46 Wo.)Country | Asylum      |
| 2001 | Complete             | US152 (2 Wo.)US | Country18 (12 Wo.)Country | Warner      |

Weitere Studioalben
- 2017: Paint This Town (EP, Lila McCann Music)

### Kompilationen
- 2002: Super Hits Series (Warner)

### Singles
| Jahr | Titel Album                      | Höchstplatzierung, Gesamtwochen, AuszeichnungChartplatzierungen (Jahr, Titel, Album, Platzierungen, Wochen, Auszeichnungen, Anmerkungen) | Höchstplatzierung, Gesamtwochen, AuszeichnungChartplatzierungen (Jahr, Titel, Album, Platzierungen, Wochen, Auszeichnungen, Anmerkungen) | Anmerkungen        |
| Jahr | Titel Album                      | US | Country | Anmerkungen        |
| ---- | -------------------------------- | --- | --- | ------------------ |
| 1997 | Down Came a Blackbird Lila       | — | Country28 (20 Wo.)Country |                    |
| 1997 | I Wanna Fall in Love Lila        | — | Country3 (29 Wo.)Country |                    |
| 1998 | Almost Over You Lila             | — | Country42 (12 Wo.)Country |                    |
| 1998 | Yippy Ky Yay Lila                | — | Country63 (5 Wo.)Country |                    |
| 1999 | With You Something in the Air    | US41 (19 Wo.)US | Country9 (26 Wo.)Country |                    |
| 1999 | Crush Something in the Air       | — | Country41 (20 Wo.)Country |                    |
| 2000 | I Will Be Something in the Air   | — | Country47 (13 Wo.)Country |                    |
| 2000 | Kiss Me Now Something in the Air | — | Country60 (10 Wo.)Country |                    |
| 2001 | Come a Little Closer Complete    | — | Country43 (11 Wo.)Country |                    |
| 2005 | Go Easy on Me                    | — | Country53 (10 Wo.)Country |                    |
| 2005 | I’m Amazed The Disney Songbook   | — | Country59 (1 Wo.)Country | feat. Jim Brickman |
| 2008 | That’s What Angels Do            | — | Country60 (1 Wo.)Country |                    |

Weitere Singles
- 1998: To Get Me to You
- 2001: Because of You
- 2005: I Can Do This
- 2006: Peace on Earth
- 2006: God Bless the Children (mit Wayne Warner & The Nashville All-Star Choir)